# 里奇伍茲鎮區 (密蘇里州米勒縣)
里奇伍茲鎮區（英語：Richwoods Township）是位於美國密蘇里州米勒縣的一個行政鎮區。

## 地方資料
里奇伍茲鎮區的面積為309.35平方千米，當中陸地面積為309.24平方千米，而水域面積為0.11平方千米。根據2020年美國人口普查的數據，當地共有人口3305人，而人口密度為每平方千米10.68人。